# Албрехт I (Германия)
Вижте пояснителната страница за други личности с името Албрехт I.
Албрехт I Хабсбургски (на немски: Albrecht, * юли 1255, Райнфелден; † 1 май 1308 при Бруг, Кьонигсфелден) е като Албрехт V граф на Хабсбург, от 1282 г. като Албрехт I херцог на Херцогство Австрия и Херцогство Щирия и от 1298 г. римско-немски крал на Германия от династията на Хабсбурги.

## Произход и брак
Албрехт I е най-възрастният син на римско-немския крал Рудолф I и неговата първа съпруга Гертруда от Хоенберг. Брат е на херцог Рудолф II († 10 май 1290).
Албрехт се жени през 1276 г. във Виена за Елизабета Тиролска от род Майнхардини, дъщеря на Майнхард II († 1295), граф на Гориция и Тирол и херцог на Каринтия и Елизабета Баварска († 1273) от Вителсбахите, която е вдовица на император Конрад IV († 1254). Тя ражда 21 деца.
През 1295 г. той има тежко отравяне от храната (вероятно атентат) и при лекуването е унищожено едното му око.

## Управление
На 23 юни 1298 г. Албрехт е избран за немски крал на мястото на сваления Адолф от Насау. На 25 юли същата година е коронован в Аахен. На първото Имперско събрание 1298 г. в Нюрнберг, той дава на синовете си Рудолф, Фридрих и Леополд Австрия и Щирия.
Чрез женитба Албрехт сключва мир с френския крал Филип IV Хубави. Той се сдобрява и с Вацлав II, крал на Бохемия и Полша. Папа Бонифаций VIII му предлага императорската корона, но той отказва.
През 1304 г. Албрехт и Рудолф тръгват заедно против Вацлав II, който поставя своя син Вацлав III за крал на Унгария. През началото на зимата започва глад във войската и те се връщат обратно.
На 1 май 1308 г. Албрехт I е убит в Бруг на река Аар, близо до родовия му замък в днешна Швейцария. Убиец е неговия племенник Йохан Парицида (1290 – 1313), син на брат му Рудолф II. Кралица Елизабета построява на това място манастира Кьонигсфелден. Негов наследник като херцог става синът му Фридрих Красивия, а за римско-германски крал е посочен Хайнрих VII. Хайнрих VII нарежда Албрехт да бъде погребан до неговия съперник, Адолф от Насау в Шпайерската катедрала.

## Деца
Албрехт и Елизабета имат 12 деца:
- Анна Австрийска (1280 – 1327), 1. ∞ 1295 маркграф Херман III от Бранденбург († 1308), 2. ∞ 1310 херцог Хайнрих VI от Силезия-Бреслау († 1335)
- Агнеса Унгарска (1281 – 1364); кралица на Унгария, омъжена през 1296 година за крал Андраш III Унгария († 1301)
- Рудолф I Хабсбург (1281 – 1307), крал на Бохемия (1282 – 1307); 11-и херцог на Австрия от 1298 до 3/4 юли 1307 година; 1. брак: през 1300 година за принцеса Бланш Френска (1285 – 1305), дъщеря на крал Филип III, 2. брак: 1306 принцеса Елизабета от Полша (Елжбета Рикса) (1268/88 – 1335), кралица-вдовица на Вацлав II от Бохемия
- Елизабета Хабсбург (1285 – 1352), ∞ 1306 херцог Фридрих IV от Лотарингия († 1328)
- Фридрих Красивия (1289 – 1330); 12 херцог на Австрия от 1308 – 1330; през 1314 женен за инфанта Елизабета от Арагон (1300/02 – 1330), дъщеря на крал Якоб II
- Леополд I (1290 – 1326); 13 херцог на Австрия от 1308 – 1326; брак на 1315 с принцеса Катарина Елизабета от Савоя (1298 – 1336)
- Катарина (1295 – 1323), ∞ 1316 херцог Карл от Калабрия от Дом Анжу († 1238)
- Албрехт II (1298 – 1358) – 14-и херцог на Австрия 1330 – 1358; брак от 1324 година с графиня Йохана фон Пфирт (1300 – 1351)
- Хайнрих (1299 – 1327) – херцог на Австрия, ∞ 1314 графиня Елизабета от Вирнебург (1303 – 1343)
- Майнхард (1300 – 1301)
- Ото IV Веселия (1301 – 1339) – 15-и херцог на Австрия от 1330 – 1339; 1.брак от 1325 година с принцеса Елизабета от Долна Бавария (1305 – 1330); 2.брак от 1335 година с принцеса Ана от Бохемия (1319/23 – 1338/40)
- Юта (1302 – 1329), ∞ на 26 април 1319 г. в Баден за граф Лудвиг VI фон Йотинген († 1346)

Девет други техни деца умират малко след раждането им. Те остават без име и са погребани в капела „Три крале“ в Тулн в Долна Австрия.
- Портрети на децата на Албрехт, худ. Антони Бойс (1579 г.)
- Анна
- Агнеса
- Рудолф I
- Елизабета
- Фридрих Красивия
- Леополд I
- Катарина
- Албрехт II
- Хайнрих
- Мейнхард
- Ото IV Веселия
- Юта